# 桃映镇
桃映镇，是中华人民共和国贵州省铜仁市江口县下辖的一个乡镇级行政单位。
2012年，贵州省人民政府批复同意撤销桃映土家族苗族乡，设置桃映镇。

## 行政区划
桃映镇下辖以下地区：
桃映社区、桃映村、小屯村、溪口村、万民村、茶溪村、新寨村和匀都村。

## 中国传统村落
2013年8月，漆树坪被评为第二批中国传统村落。